# Colin Campbell Cooper
Colin Campbell Cooper (Filadelfia, 8 marzo 1856 – Santa Barbara, 6 novembre 1937) è stato un pittore statunitense, esponente dell'impressionismo.

## Biografia

### Gioventù e formazione
Cooper nacque a Filadelfia l'8 marzo 1856 da una facoltosa famiglia di origine inglese e irlandese. Aveva otto fratelli e sorelle, quattro dei quali più grandi di lui e quattro dei quali più giovani. Sua madre Emily Williams Cooper era un'acquarellista dilettante di origini inglesi (i suoi antenati erano emigrati negli Stati Uniti partendo da Weymouth, nel Dorset), mentre il padre omonimo era un chirurgo e avvocato appassionato di arte; il nonno di quest'ultimo proveniva da Derry, in Irlanda. A ispirare il futuro pittore furono le opere d'arte da lui viste nel 1876 nel corso dell'Esposizione centennale di Filadelfia. Entrambi i suoi genitori lo incoraggiarono a perseguire le sue ambizioni e a diventare un artista.
Nel 1879 Cooper si iscrisse alla Pennsylvania Academy of the Fine Arts di Filadelfia. Studiò arte sotto la guida del controverso pittore realista Thomas Eakins per tre anni. Nel 1886 visitò i Paesi Bassi, il Belgio e la Bretagna. Dal 1886 al 1890 studiò all'Académie Julian di Parigi con Henri-Lucien Doucet, William-Adolphe Bouguereau e Jules Joseph Lefebvre. Frequentò poi l'Académie Delécluse e l'Académie Vitti. Le sue opere dell'epoca erano perlopiù paesaggi ispirati alla scuola di Barbizon. Durante i suoi molti viaggi in Europa, Asia e nel suo paese realizzò bozze e dipinti ad acquerello e olio.

### Carriera

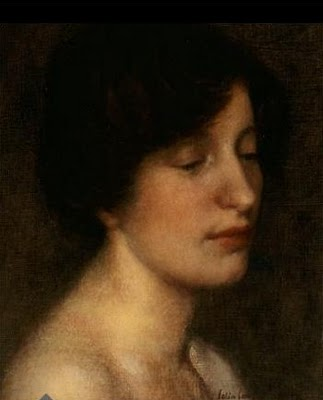
Ritratto di Emma Lampert Cooper (ca. 1897)

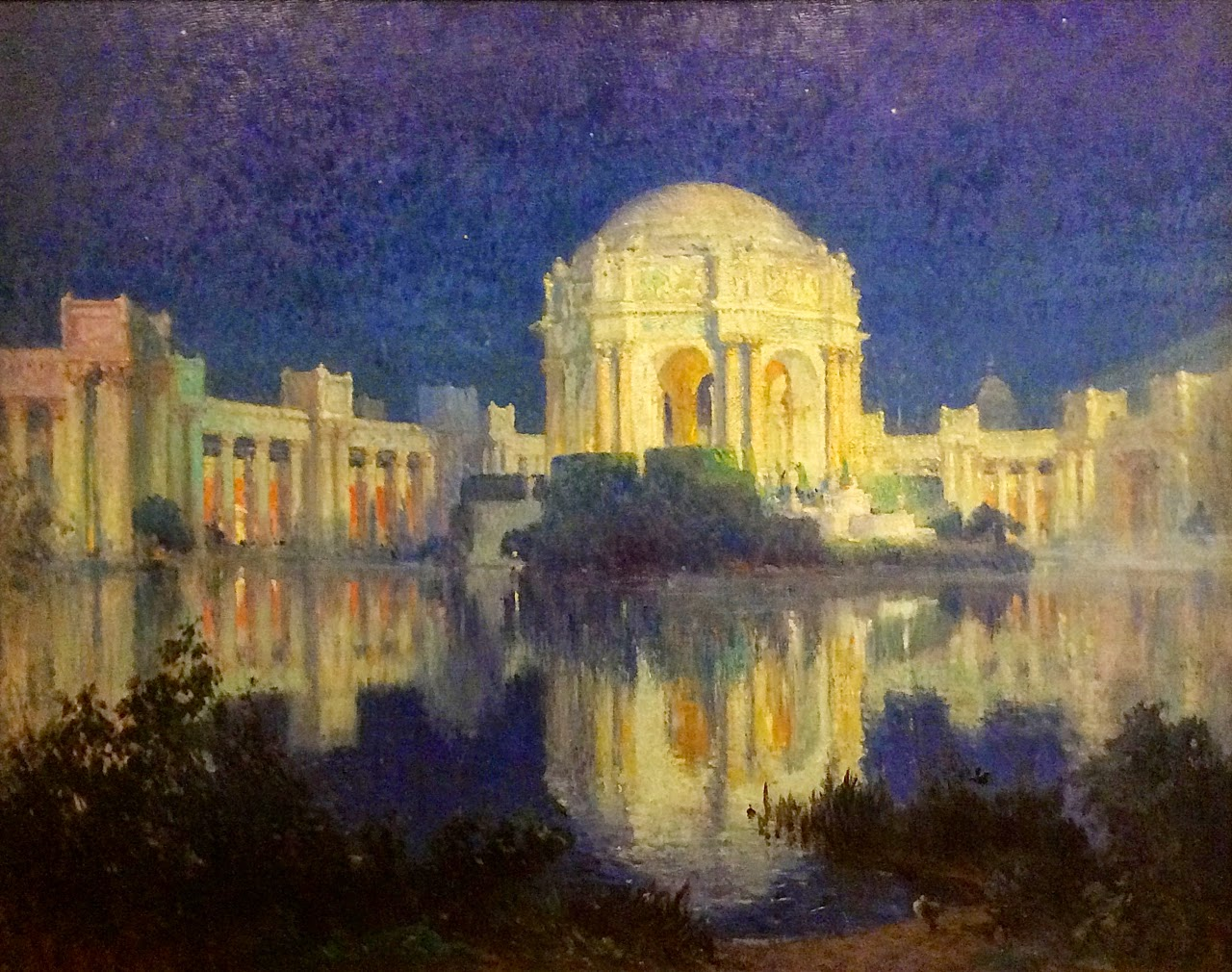
Palace of Fine Arts, San Francisco (ca. 1915)

Tornato a Filadelfia, Cooper divenne insegnante di acquerello e progettazione architettonica presso il Drexel Institute of Art, Science and Industry (l'attuale Drexel University), incarico che mantenne dal 1895 al 1898. Molti dipinti di Cooper vennero distrutti durante un incendio alle Hazeltine Galleries di Filadelfia; oggi sopravvivono relativamente poche opere dei suoi primi anni.
Mentre lavorava alla Drexel, Cooper trascorse le estati all'estero, principalmente nella colonia di artisti di Laren e a Dordrecht, nei Paesi Bassi. Tra gli artisti di Dordrecht vi era anche Emma Lampert, originaria di Rochester, nello stato di New York. Lampert e Cooper si sposarono pochi anni dopo, a Rochester, il 9 giugno 1897. Nel 1898 i Cooper tornarono in Europa e ci vissero per qualche anno. Fu in questo periodo che si assistette il passaggio dalle prime opere di Colin Campbell Cooper all'impressionismo, che da ora caratterizzerà tutta la sua produzione pittorica.
Cooper e sua moglie esibirono le loro opere in diverse mostre condivise. Tra queste si segnalano quella avvenuta il maggio 1902 all'Art Club of Philadelphia e quella del 1915 alla Memorial Art Gallery di Rochester. Si trasferirono a New York nel 1904 rimanendovi fino al 1921 pur continuando a viaggiare. Qui, Colin Campbell Cooper continuò a dipingere i suoi grattacieli, ai quali aveva iniziato a lavorare due anni prima a Filadelfia. 
Secondo la sua testimonianza, il suo primo dipinto di successo fu l'acquerello Broad Street, New York del 1903, valsegli una W. T. Evans Award del New York Watercolor Club.
Nel 1911 The New York Times considerò Cooper l'artista che meglio è riuscito a rendere le moderne e imponenti strutture dell'epoca e lo definì «il pittore di grattacieli per eccellenza negli Stati Uniti». In un articolo pubblicato l'anno seguente, il giornale lo definì «una delle personalità più interessanti dell'arte americana» ribadendo che «non ha pari nel suo ambito.» Ritrasse anche le moderne architetture di Chicago.
Il quadro di Cooper Fifth Avenue, New York venne acquistato dal governo francese per il Museo del Lussemburgo, un onore piuttosto raro per un artista statunitense dell'epoca.
Nel 1912 Cooper divenne membro onorario della National Academy of Design (quattro anni prima era divenuto un socio della stessa).
Cooper e sua moglie si trovavano sull'RMS Carpathia quando questa soccorse i superstiti del naufragio del Titanic. In tale circostanza il pittore prestò soccorso e realizzò molti dipinti che documentano l'accaduto. I coniugi Cooper permisero ad alcuni ex passeggeri del Titanic di dormire nella loro cabina.
Cooper vinse la medaglia d'oro per il miglior dipinto a olio e la medaglia d'argento per il miglior acquerello durante l'Esposizione internazionale Panama-Pacifico di San Francisco del 1915. Mentre si trovava là, realizzò diversi dipinti raffiguranti gli edifici dell'Esposizione, tra cui il Palace of Fine Arts. L'anno dopo, Cooper partecipò all'Esposizione internazionale Panama-California di San Diego. I Cooper trascorsero l'inverno 1915-1916 a Los Angeles. Durante il periodo trascorso nella California meridionale, il pittore decise di rimanervi per sempre. Sua moglie morì il 30 luglio 1920 di tubercolosi.
Il gennaio 1921, Colin Campbell Cooper si trasferì a Santa Barbara, dove rimarrà fino alla fine dei suoi giorni (salvo un paio di paio di anni trascorsi nell'Europa settentrionale e in Tunisia). Divenne decano di pittura della Santa Barbara Community School of Arts. Sebbene considerasse Santa Barbara un ambiente artisticamente suggestivo, Cooper mantenne il suo studio a New York per dieci anni dopo il suo trasferimento.
A partire dalla metà degli anni venti, forse ispirato dalla passione per la letteratura di suo padre, iniziò a scrivere libri e opere teatrali. Alcune di queste vennero inscenate a Pasadena, Redlands e Santa Fe. Cooper fu anche produttore presso un teatro da lui fondato a Santa Barbara che chiamò The Strollers. Oltre a cimentarsi nel teatro, Cooper pubblicò romanzi, libri illustrati e un'autobiografia intitolata These Old Days.

### Ultimi anni e morte
L'aprile del 1927 Cooper sposò, in Arizona, Marie Henriette Frehsee. Cooper continuò a viaggiare; dipinse fino a quando fu costretto a smettere a causa di problemi alla vista.
Il luglio 1937 Cooper inviò una lettera alla Santa Barbara News-Press in cui annunciava di voler convertire il palazzo delle poste abbandonato di Santa Barbara in un museo. L'idea verrà concretizzata nel Santa Barbara Museum of Art soltanto quattro anni dopo.
Cooper morì a Santa Barbara il 6 novembre 1937, all'età di 81 anni. Venne sepolto nel cimitero di West Laurel Hill di Bala Cynwyd, in Pennsylvania. 
Nel 1938 la Santa Barbara's Faulkner Memorial Art Gallery dedicò una mostra retrospettiva.

## Stile e tecnica
Colin Campbell Cooper era un esponente dell'impressionismo americano, ed era celebre per i suoi acquerelli e oli raffiguranti i grattacieli di metropoli statunitensi come New York, Chicago e Filadelfia. Il suo approccio pittorico è evidente nelle sue dichiarazioni inerenti ai grattacieli di Broad Street: «Era molto interessante osservare il modo strano in cui sparivano quelle insolite e imponenti strutture nella gloria di un tipo di luce ideale.» In un'altra circostanza asserì: «l'aspetto che maggiormente mi colpisce da questa veduta su Broad Street è il contrasto drammatico che si crea tra quei vecchi e bassi edifici (...) e i grandi grattacieli. I miei dipinti si basano su questi contrasti.» La critica ha spesso trovato delle somiglianze tra le opere dell'artista con quelle di Childe Hassam in quanto celebrano il concetto di città moderna incarnandolo spesso in New York. Si è quindi supposto che Cooper avesse tentato di non affrontare determinati soggetti onde differenziare le sue creazioni da quelle di Hassam. Quest'ultimo, a differenza del pittore di Filadelfia, non si focalizza sui grattacieli. Oltre ai grattacieli, Cooper raffigurò le importanti architetture da lui visitate nel corso dei suoi viaggi in Europa e Asia, paesaggi, ritratti, fiori e interni.
Prima di creare i suoi dipinti ad olio, Cooper realizzava degli studi preparatori ad acquerello di più piccole dimensioni. L'artista però non attribuiva a questi ultimi un'importanza secondaria, ma, anzi, li esibiva nel corso delle rassegne anni prima che i relativi oli venissero ultimati.

## Galleria d'immagini

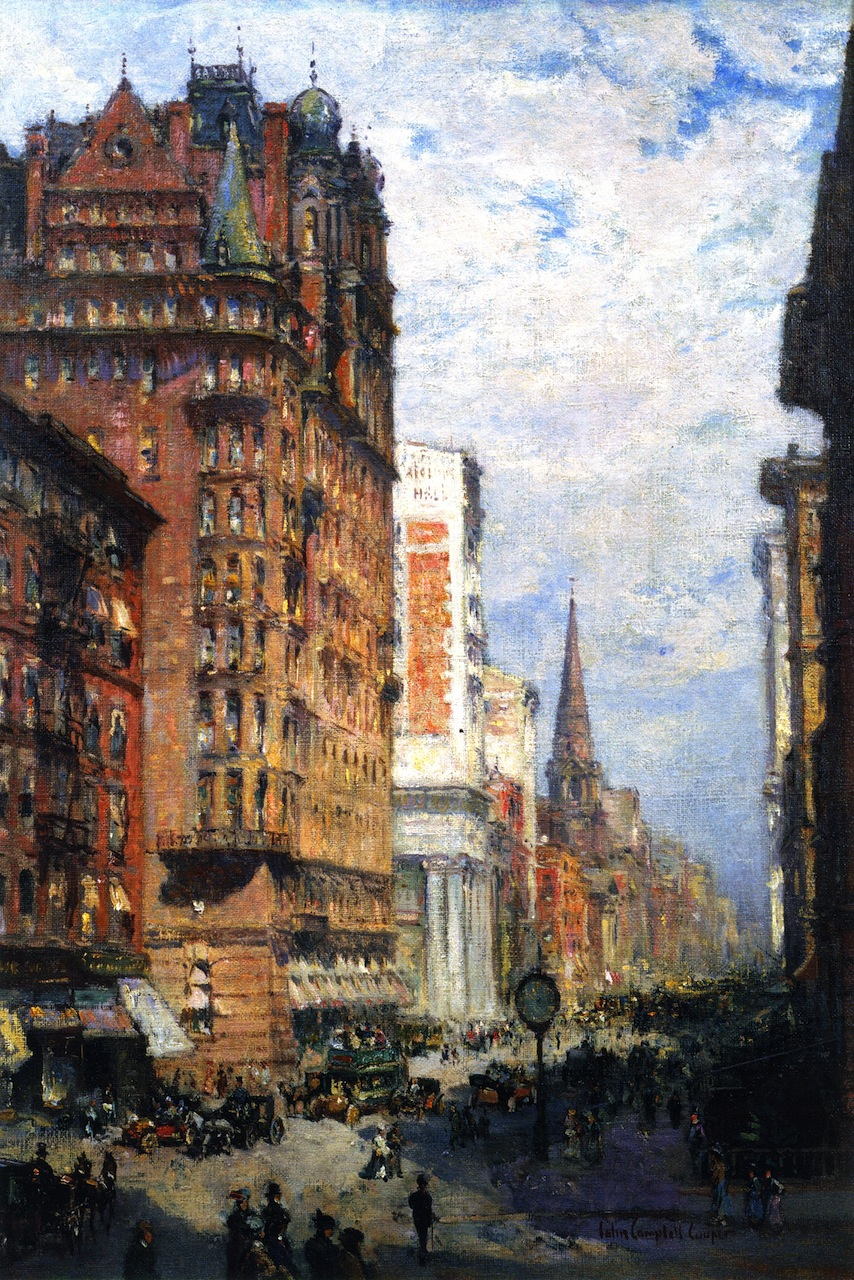
Fifth Avenue, New York City (1906)
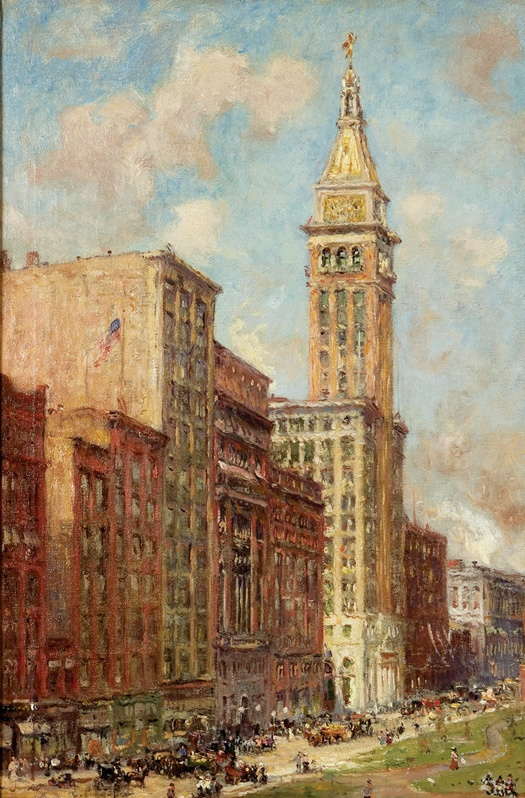
Metropolitan Life Tower (1910)
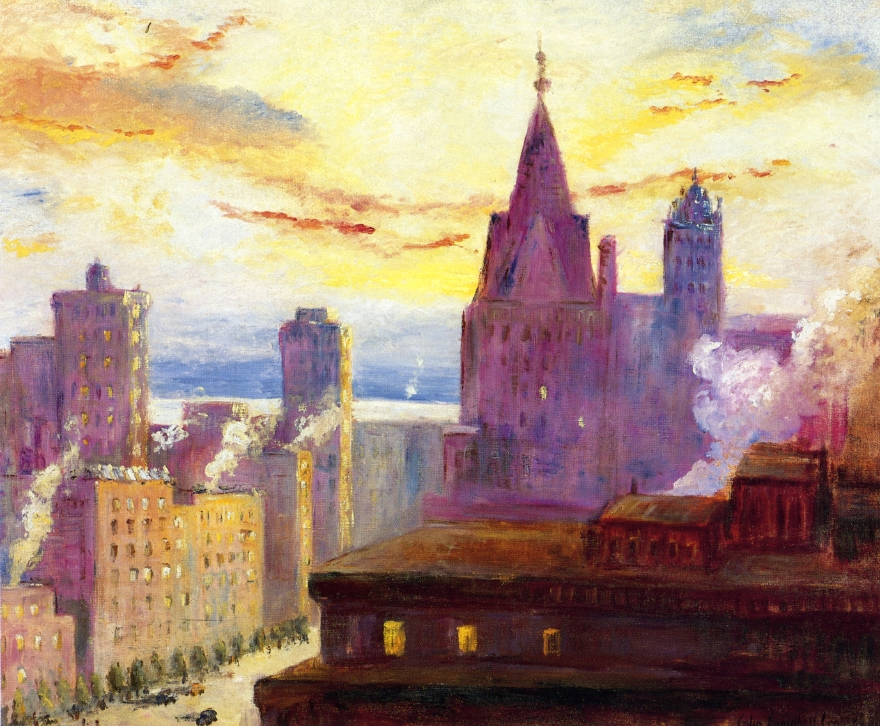
Rooftops at Sunset (1912)
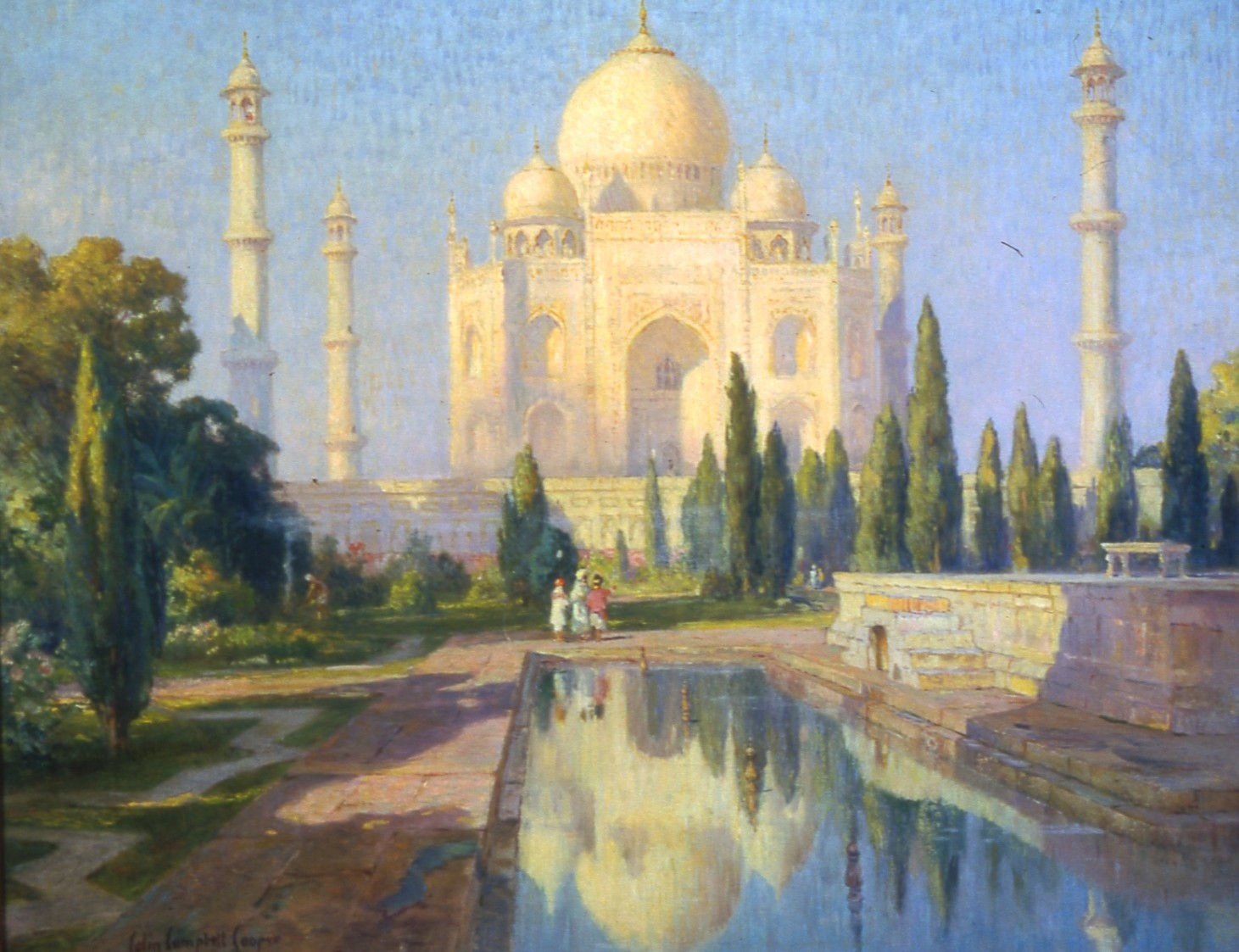
Taj Mahal, Afternoon (ca. 1913)
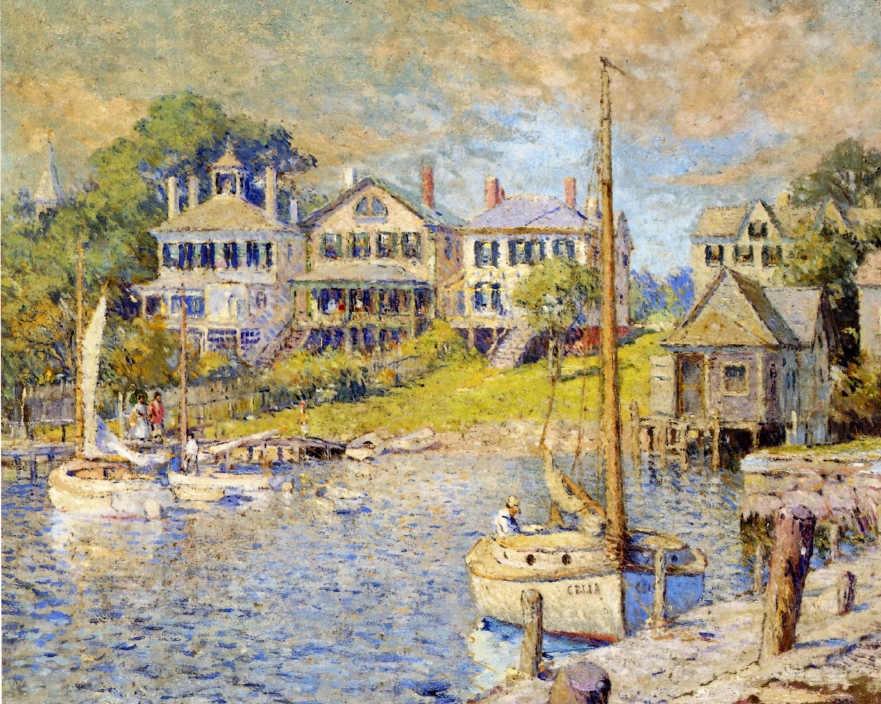
At Edgartown, Martha's Vineyard (1915)
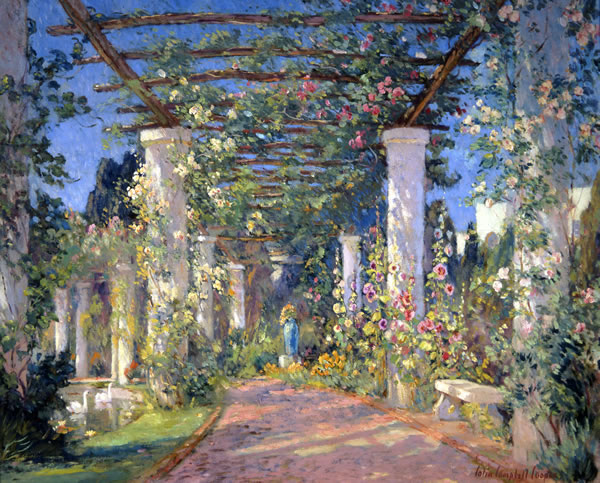
Pergola at Samarkand (ca. 1921)
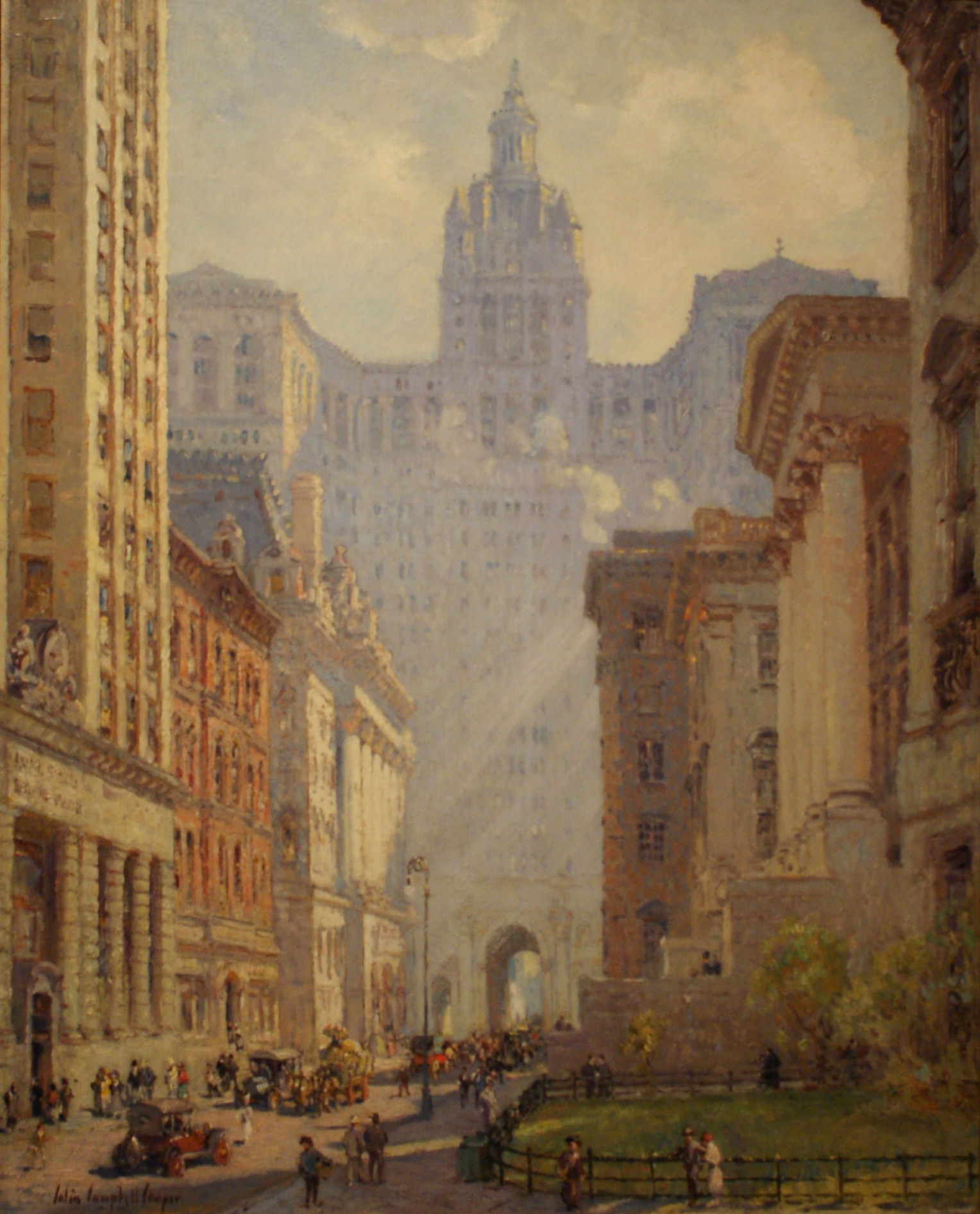
Chambers Street and the Municipal Building, N.Y.C. (ca. 1922)
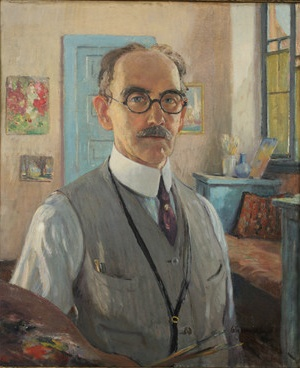
Autoritratto (ca. 1922)